# Georgia (Vorname)
Georgia ist eine weibliche Form des männlichen Vornamens Georg.

## Herkunft und Bedeutung
Georg bedeutet ursprünglich „Landarbeiter“ oder „Bauer“ von altgriechisch geōrgos (γεωργός) „Bauer“.

## Namenstag
Der 23. April ist der Namenstag von Georg und damit auch von Georgia.

## Varianten
- griechisch: Georgia
- bulgarisch: Gergana
- deutsch: Georgett, Georgine
- englisch: Georgia, Georgina, Georgine
- französisch: Georgette
- italienisch: Giorgina, Giorgia
- kroatisch: Đurđa
- dänische: Jørgine
- tschechisch: Jiřina
- ungarisch: Györgyi
- weitere männliche Varianten unter Georg

## Namensträgerinnen
- Georgia Byng (* 1965), britische Kinderbuchautorin
- Georgia Caine (1876–1964), US-amerikanische Schauspielerin
- Georgia Doll (* 1980), österreichisch-deutsche Dramatikerin, Theaterregisseurin und Lyrikerin
- Georgia Engel (1948–2019), US-amerikanische Schauspielerin
- Georgia Franzius (* 1944), griechisch-deutsche Klassische und Provinzialrömische Archäologin
- Georgia Groome (* 1992), britische Schauspielerin
- Georgia Guillaume, geborene Schultze (*  1975), österreichische Journalistin
- Georgia Hirst (* 1994), britische Filmschauspielerin
- Georgia Douglas Johnson  (1877–1966), afro-amerikanische Dichterin und Komponistin
- Georgia Krawiec (* 1972), deutsch-polnische Fotokünstlerin
- Georgia Lind (1905–1984), deutsche Schauspielerin
- Georgia Lock (* 1996), britische Schauspielerin
- Georgia Moffett (* 1984), britische Schauspielerin
- Georgia O’Keeffe (1887–1986), US-amerikanische Malerin
- Georgia van der Rohe (1914–2008), deutsche Tänzerin, Schauspielerin und Filmregisseurin
- Georgia Sagri (* 1979), griechische Bildhauerin, Installations-, Performance- und Videokünstlerin
- Georgia Stahl (* 1972), deutsche Schauspielerin, Hörspiel- und Synchronsprecherin
- Georgia Taylor-Brown (* 1994), britische Duathletin und Triathletin
- Georgia White (1903–ca. 1980), US-amerikanische Bluessängerin